# Anoplotettix hyrcanus
Anoplotettix hyrcanus är en insektsart som beskrevs av Dlabola 1981. Anoplotettix hyrcanus ingår i släktet Anoplotettix och familjen dvärgstritar. Inga underarter finns listade i Catalogue of Life.